# Дискография Гэри Мура
Дискография гитариста и певца Гэри Мура, прозванного «Белый волшебник блюза». В неё входят 28 студийных альбома, 19 из которых сольные, 6 концертников (5 собственных), 12 сборников (7 своих) и 11 лучших синглов, вошедших в Топ 40 Великобритании.

## Сольные альбомы

### Студийные
| год  | Основные данные                                                             | наивысшая позиция в чартах | наивысшая позиция в чартах | наивысшая позиция в чартах | Статус            |
| год  | Основные данные                                                             | US                         | AUS                        | UK                         | Статус            |
| ---- | --------------------------------------------------------------------------- | -------------------------- | -------------------------- | -------------------------- | ----------------- |
| 1973 | Grinding Stone - Выпущен: 1973 - Лейбл: Castle Communications               | —                          | —                          | —                          |                   |
| 1978 | Back on the Streets - Выпущен: 30 сентября 1979 - Лейбл: —                  | —                          | —                          | 70                         |                   |
| 1980 | G-Force - Выпущен: 30 мая 1980 - Лейбл: JVC Japan                           | —                          | —                          | —                          |                   |
| 1982 | Corridors of Power - Выпущен: 1982 - Лейбл: Virgin Records                  | 149                        | —                          | 30                         |                   |
| 1984 | Victims of the Future - Выпущен: февраль 1984 - Лейбл: Virgin Records       | 172                        | —                          | 12                         |                   |
| 1984 | Dirty Fingers - Выпущен: 1984 - Лейбл: Virgin Records                       | —                          | —                          | —                          |                   |
| 1985 | Run for Cover - Выпущен: сентябрь 1985 - Лейбл: EMI Records                 | 146                        | 73                         | 12                         |                   |
| 1987 | Wild Frontier - Выпущен: 9 марта 1987 - Лейбл: Virgin Records               | 139                        | 41                         | 8                          | Евросоюз: Золотой |
| 1989 | After the War - Выпущен: 25 января 1989 - Лейбл: Virgin Records             | 114                        | 67                         | 23                         |                   |
| 1990 | Still Got The Blues - Выпущен: 26 марта 1990 - Лейбл: Virgin Records        | 83                         | 5                          | 13                         | Евросоюз: Золотой |
| 1992 | After Hours - Выпущен: 10 мая 1992 - Лейбл: Charisma Records                | 4                          | 8                          | 145                        |                   |
| 1995 | Blues for Greeny - Выпущен: 31 мая 1995 - Лейбл: Charisma Records           | —                          | 59                         | 14                         |                   |
| 1997 | Dark Days in Paradise - Выпущен: 2 июня 1997 - Лейбл: Virgin Records        | —                          | —                          | 43                         |                   |
| 1999 | A Different Beat - Выпущен: 27 сентября 1999 - Лейбл: Castle Communications | —                          | —                          | 133                        |                   |
| 2001 | Back to the Blues - Выпущен: 12 марта 2001 - Лейбл: CMC International       | —                          | —                          | 53                         |                   |
| 2004 | Power of the Blues - Выпущен: 22 июня 2004 - Лейбл: Sanctuary Records Group | —                          | —                          | 158                        |                   |
| 2006 | Old New Ballads Blues - Выпущен: 2 мая 2006 - Лейбл: Eagle Records          | —                          | —                          | 148                        |                   |
| 2007 | Close as You Get - Выпущен: 21 мая 2007 - Лейбл: Eagle Records              | —                          | —                          | 102                        |                   |
| 2008 | Bad for You Baby - Выпущен: 22 сентября 2008 - Лейбл: Eagle Records         | —                          | —                          | 101                        |                   |

### Концертные
| год  | Основные данные                                                                    | наивысшая позиция в чартах | наивысшая позиция в чартах | наивысшая позиция в чартах | Статус |
| год  | Основные данные                                                                    | US                         | AUS                        | UK                         | Статус |
| ---- | ---------------------------------------------------------------------------------- | -------------------------- | -------------------------- | -------------------------- | ------ |
| 1983 | Live at the Marquee - Выпущен: 21 сентября 1983 - Лейбл: Jet Records               | —                          | —                          | —                          |        |
| 1983 | Rockin' Every Night - Live in Japan - Выпущен: 21 мая 1983 - Лейбл: Virgin Records | —                          | 91                         | 99                         |        |
| 1984 | We Want Moore! - Выпущен: 1984 - Лейбл: Virgin Records                             | —                          | —                          | 32                         |        |
| 1993 | Blues Alive - Выпущен: 1993 - Лейбл: Virgin Records                                | —                          | 73                         | 8                          |        |
| 2003 | Live at Monsters of Rock - Выпущен: 22 мая 2003 - Лейбл: Sanctuary Records Group   | —                          | —                          | —                          |        |
| 2009 | Essential Montreux (5 CD) - Выпущен: 2009 - Лейбл: Eagle Eagle Records             | —                          | —                          | —                          |        |
| 2010 | Live at Montreux 2010 - Выпущен: 2010 - Лейбл: Eagle Rock                          | —                          | —                          | —                          |        |

### Сборники
| год  | Основные данные                                                                                         | наивысшая позиция в чартах | наивысшая позиция в чартах | наивысшая позиция в чартах | Статус            |
| год  | Основные данные                                                                                         | US                         | AUS                        | UK                         | Статус            |
| ---- | --- | -------------------------- | -------------------------- | -------------------------- | ----------------- |
| 1994 | Ballads & Blues 1982-1994 - Выпущен: 7 ноября 1994 - Лейбл: Charisma Records                            | —                          | —                          | 33                         | Евросоюз: Золотой |
| 1998 | Out in the Fields: The Very Best of Gary Moore (2 CD) - Выпущен: 1 декабря 1998 - Лейбл: Virgin Records | —                          | —                          | 54                         |                   |
| 1999 | Blood of Emeralds: The Very Best Of Part 2 (2 CD) - Выпущен: 1999 - Лейбл: Virgin Records               | —                          | —                          | —                          |                   |
| 2002 | The Best of the Blues (2 CD) - Выпущен: 19 февраля 2002 - Лейбл: Virgin Records                         | —                          | —                          | 112                        |                   |
| 2002 | Have Some Moore: The Best Of (2 CD) - Выпущен: 2002 - Лейбл: Virgin Records                             | —                          | —                          | —                          | Евросоюз: Золотой |
| 2003 | The Essential Gary Moore - Выпущен: 2003 - Лейбл: EMI                                                   | —                          | —                          | —                          |                   |
| 2003 | Parisienne Walkways: The Blues Collection - Выпущен: 18 августа 2003 - Лейбл: EMI Gold                  | —                          | —                          | —                          |                   |
| 2004 | Blues Collection/Rock Collection (2 CD) - Выпущен: 2004 - Лейбл: EMI                                    | —                          | —                          | —                          |                   |
| 2006 | The Platinum Collection (3 CD) - Выпущен: 4 сентября 2006 - Лейбл: Virgin                               | —                          | —                          | —                          |                   |
| 2011 | Ballads & Blues, Special Edition (CD + DVD) - Выпущен: 2011 - Лейбл: EMI/Virgin Records                 | —                          | —                          | —                          |                   |
| 2011 | Essential - Выпущен: 8 ноября 2011 - Лейбл: EMI                                                         | —                          | —                          | —                          |                   |
| 2012 | Blues For Jimi - Выпущен: 24 сентября 2012 - Лейбл: Eagle Rock                                          | —                          | —                          | —                          |                   |

## Синглы
| Дата | Песня                              | Топ 40 |
| ---- | ---------------------------------- | ------ |
| 1979 | Parisienne Walkways                | No. 8  |
| 1985 | Out in the Fields                  | No. 5  |
| 1985 | Empty Rooms                        | No. 23 |
| 1986 | Over the Hills and Far Away        | No. 20 |
| 1987 | Wild Frontier                      | No. 35 |
| 1987 | Friday on My Mind                  | No. 26 |
| 1989 | After the War                      | No. 37 |
| 1990 | Still Got the Blues                | No. 31 |
| 1992 | Cold Day in Hell                   | No. 24 |
| 1992 | Story of the Blues                 | No. 40 |
| 1993 | Parisienne Walkways (re-recording) | No. 32 |

## Работы в группах

### Thin Lizzy
| год  | Основные данные                                                                            | наивысшая позиция в чартах | наивысшая позиция в чартах | наивысшая позиция в чартах | Статус |
| год  | Основные данные                                                                            | US                         | AUS                        | UK                         | Статус |
| ---- | ------------------------------------------------------------------------------------------ | -------------------------- | -------------------------- | -------------------------- | ------ |
| 1974 | Nightlife - Выпущен: 8 ноября 1974 - Лейбл: Vertigo Records                                | —                          | —                          | —                          |        |
| 1976 | Remembering — Part 1 (сборник) - Выпущен: август 1976 - Лейбл: Decca Records               | —                          | —                          | —                          |        |
| 1979 | Black Rose: A Rock Legend - Выпущен: 13 апреля 1979 - Лейбл: Vertigo Records               | —                          | —                          | —                          |        |
| 1979 | The Continuing Saga of the Ageing Orphans (сборник) - Выпущен: 1979 - Лейбл: Decca Records | —                          | —                          | —                          |        |
| 1981 | The Adventures of Thin Lizzy (сборник) - Выпущен: 1981 - Лейбл: —                          | —                          | —                          | —                          |        |
| 1983 | Life - Выпущен: 16 октября 1983 - Лейбл: Vertigo Records                                   | —                          | —                          | —                          |        |
| 1991 | Dedication: The Very Best of Thin Lizzy (сборник) - Выпущен: 4 февраля 1991 - Лейбл: —     | —                          | —                          | —                          |        |
| 2004 | Greatest Hits (2 CD) (сборник) - Выпущен: июнь 2004 - Лейбл: Universal Music Group         | —                          | —                          | —                          |        |

### Colosseum II
| год  | Основные данные                                                  | наивысшая позиция в чартах | наивысшая позиция в чартах | наивысшая позиция в чартах | Статус |
| год  | Основные данные                                                  | US                         | AUS                        | UK                         | Статус |
| ---- | ---------------------------------------------------------------- | -------------------------- | -------------------------- | -------------------------- | ------ |
| 1976 | Strange New Flesh - Выпущен: апрель 1976 - Лейбл: Bronze Records | —                          | —                          | —                          |        |
| 1977 | Electric Savage - Выпущен: июнь 1977 - Лейбл: MCA Records        | —                          | —                          | —                          |        |
| 1977 | War Dance - Выпущен: ноября 1977 - Лейбл: Vertigo Records        | —                          | —                          | —                          |        |

### BBM (Bruce-Baker-Moore)
| год  | Основные данные                                                      | наивысшая позиция в чартах | наивысшая позиция в чартах | наивысшая позиция в чартах | Статус |
| год  | Основные данные                                                      | US                         | AUS                        | UK                         | Статус |
| ---- | -------------------------------------------------------------------- | -------------------------- | -------------------------- | -------------------------- | ------ |
| 1994 | Around The Next Dream - Выпущен: 17 мая 1994 - Лейбл: Virgin Records | —                          | —                          | 9                          |        |

### Scars
| год  | Основные данные                                                    | наивысшая позиция в чартах | наивысшая позиция в чартах | наивысшая позиция в чартах | Статус |
| год  | Основные данные                                                    | US                         | AUS                        | UK                         | Статус |
| ---- | ------------------------------------------------------------------ | -------------------------- | -------------------------- | -------------------------- | ------ |
| 2002 | Scars - Выпущен: 10 сентября 2002 - Лейбл: Sanctuary Records Group | —                          | —                          | 90                         |        |